# Union sportive d'Ivry
L'Union sportive d'Ivry est un club omnisports français basé à Ivry-sur-Seine (Val-de-Marne).

## Historique
Le club est fondé en 1919 par des jeunes militants socialistes sous le nom d'Union Sportive du Travail d'Ivry (USTI). Le club présidé par Gaston Richard possèdent à ses débuts de sections football, athlétisme et basket-ball. En 1925, les élections municipales portent le « bloc ouvrier et paysan » à la mairie, permettant au club de connaître un développement que lui refusait la municipalité de droite jusque-là en place. Les effectifs du club passent ainsi de 39 membres en 1925 à 540 en 1933 puis 755 en 1936. Même développement du côté des sections : athlétisme, cyclisme, cyclo-cross, polo-vélo, gymnastique, boxe, tennis et boules lyonnaises notamment. Le club s'affirme alors comme des plus puissants de la FSGT mise en place en décembre 1934 par fusion de l'USSGT et la FST, à laquelle l'USTI était affiliée avant 1934. Il fusionne en mars 1935 avec l'ERSI pour former l'Étoile Sportive du Travail d'Ivry (ESTI).
Après la Seconde Guerre mondiale, le club modifie son nom en Union Sportive d'Ivry afin de se montrer plus rassembleur (1949) tandis que la section de handball, créé en 1947, deviendra l'une des plus prolifiques avec 8 titres de champion de France pour les hommes et 9 pour les femmes. Le stade Clerville est inauguré en 1952 et le Gymnase Auguste-Delaune en 1953.
En 1957, le club est privé de toutes formes de subventions, même municipales, par arrêté préfectoral, en raison de l'absence de réaction du club à l'intervention soviétique en Hongrie. L'US Ivry est ainsi privé de subventions pendant trois ans, l'obligeant à s'autofinancer. Malgré ces aléas qui renforcent l'esprit de corps du club, le nombre des licenciés augmente de manière significative : 500 en 1954, 1083 en 1962 et 2034 en 1965.
En 2006, le club compte 36 sections pour plus de 6000 membres.
Ses stades principaux sont le Stade Clerville et le Gymnase Auguste-Delaune.
En 2009, un jeune pratiquant de lutte devient tétraplégique après un accident survenu à l'entrainement. L'association est reconnue coupable de manquement à ses obligations de sécurité en 2024. Condamnée à de très forts dédommagements financiers, la dissolution est actée à l'été 2024. Une trentaine d'associations locales lui succèdent.

## Sports pratiqués
- Activités aquatiques
- Aikibudo
- Aquagym
- Athlétisme (depuis 1919)
- Badminton
- Basket-ball (depuis 1919) Voir : Union sportive d'Ivry basket-ball
- Boxe
- Cyclotourisme
- Escrime (depuis 1969)
- Football (depuis 1919) Voir : Union sportive d'Ivry football
- Gymnastique
- Gymnastique rythmique
- Handball (depuis 1947) Voir : Union sportive d'Ivry handball
- Judo
- Karaté (depuis 1973)
- Lutte
- Montagne / Escalade
- Musculation
- Natation
- Pétanque
- Parapente
- Penchak silat
- Plongée (depuis 1969)
- Randonnée pédestre (depuis 1977)
- Taekwondo
- Tennis
- Tennis de Table
- Tir à l'arc
- Vo Thuat
- Volley-ball